# راه‌های افتخار
راه‌های افتخار (به انگلیسی: Paths of Glory) فیلمی ضدجنگ به کارگردانی استنلی کوبریک محصول سال ۱۹۵۷ است.
نمایش این فیلم، به‌خاطر ترسیم چهرهٔ منفی از ارتش فرانسه، در این کشور ممنوع شد. در اسپانیا نیز، به‌خاطر نگرش ضد نظامی، از سوی ژنرال فرانسیسکو فرانکو ممنوع شد و در سال ۱۹۸۶، درحالی‌که ۱۱ سال از مرگ فرانکو می‌گذشت، منتشر شد.
در آلمان، به‌خاطر حفظ روابط با فرانسه، به مدت دو سال از نمایش فیلم جلوگیری به عمل آمد.
در جریان فیلمبرداری، استنلی کوبریک با کریستین کوبریک (آن زمان کریستین هارلن)، که اجرای خوانندگی انتهای فیلم را بر عهده داشت، آشنا شد. او از دومین همسر خود جدا شده بود و با استنلی ازدواج کرد و تا پایان عمر او، یعنی سال ۱۹۹۹، همراه او بود.

## بازخورد
اگر چه این فیلم حتی یک نامزدی برای جوایز اسکار ۱۹۵۸ دریافت نکرد، اما نامزد دریافت جوایز بین‌المللی متعددی شد. آن جوایز و بسیاری از نقدهای مثبت منتقدان فیلم، شهرت رو به رشد کوبریک را بیشتر کرد. این فیلم در بخش بهترین فیلم نامزد جایزه بفتا شد اما به فیلم پل رودخانه کوای شکست خورد.              این فیلم همچنین در متاکریتیک بر اساس ۱۸ نقد امتیاز ۹۰ از ۱۰۰ را کسب کرده که نشان دهنده «تحسین جهانی» است.

## خلاصهٔ داستان
زمستان ۱۹۱۶ است و ارتش آلمان، درست بیرونِ دروازه‌های پاریس، مقابل نیروهای فرانسوی در سنگرهایشان، در گِل گیر کرده‌است. اگرچه تلفات بالا نیست، ولی خاکی هم تسخیر نمی‌شود. درحالی‌که فشار از سوی سیاستمدارها بالا گرفته تا به هر ترتیب، پیشرفت‌هایی در جبههٔ جنگ صورت گیرد، دو ژنرالِ خودمحورِ فرانسوی، برولار (آدولف منژو) و میرو (جرج مَکریدی) نقشهٔ حمله‌ای را طرح می‌ریزند که از همان ابتدا محکوم به شکست است. سرهنگ دَکْس (کرک داگلاس) به این فرمان اعتراض می‌کند، ولی می‌داند که اعتراضش راه به جایی نمی‌بَرَد. در شب حمله، دَکس، سروان روژه (وین موریس) را به اتفاق گروهبان پاریس (رالف میکر) و سرباز وظیفه لوژن (کن دیبس) به مأموریت شناسایی می‌فرستد. روژه که الکل مصرف کرده وحشت می‌کند و با پرتاب نارنجکی باعث مرگ لوژن می‌شود. پاریس مصمم است تا این موضوع را گزارش دهد. در روز حمله تلفات و کشتار بسیاری از آتش دفاعی دشمن اتفاق می‌افتد و نیروهای دَکس، بلافاصله پس از بیرون‌آمدن از سنگر، به مسلسل بسته می‌شوند. وقتی آخرین نفرات، گیج و آشفته به سنگرهایشان عقب‌نشینی می‌کنند، میرو آن‌ها را می‌بیند و فرمان می‌دهد تا از سوی توپخانه خودی به رویشان آتش گشوده شود. این فرمان ناشنیده گرفته می‌شود و اجرا نمی‌شود. اینجاست که میرو فرمان می‌دهد تا همهٔ نفرات یگان را به‌خاطر نافرمانی، تیرباران کنند. دَکس از این موضوع تکان خورده، اما ژنرالِ پیر را باید یک‌جوری آرام کرد. از هر لشکر، سه نفر را به‌صورت تصادفی انتخاب می‌کنند تا در دادگاه نظامی محاکمه شوند. در دادگاهی صحرایی، دَکس در جایگاه وکیل مدافع از آن‌ها در مقابل دادستانی انتقام‌جو (ریچارد اندرسون) دفاع می‌کند. حکمی که صادر می‌شود، یک مضحکه است. درحالی‌که لحظهٔ تیرباران نزدیک می‌شود، دَکس به این امید که بتواند رأی برولار را تغییر دهد، او را تهدید و ماجرای دستور میرو برای آتش توپخانه به نیروهای خودی را افشا می‌کند، ولی موفق به تغییر رای نمی‌شود. نهایتاً سربازان اعدام می‌شوند، ولی ژنرال برولار، پس از مراسم اعدام، میرو را توبیخ می‌کند و به دَکس پیشنهادِ سِمَتِ او را می‌دهد که وی قبول نمی‌کند و برولار را به فساد متهم می‌کند.
در صحنهٔ آخر، جمعی از سرباران در کافه نشسته‌اند و دختری آلمانی برایشان آواز می‌خوانَد. در ابتدا با نگاه هوس‌آلودی او را می‌نگرند، اما نهایتاً تحت تأثیر آواز دختر متأثر می‌شوند.